# Aphanocephalus claggi
Aphanocephalus claggi là một loài bọ cánh cứng trong họ Discolomatidae. Loài này được John miêu tả khoa học năm 1959.